# Saraka

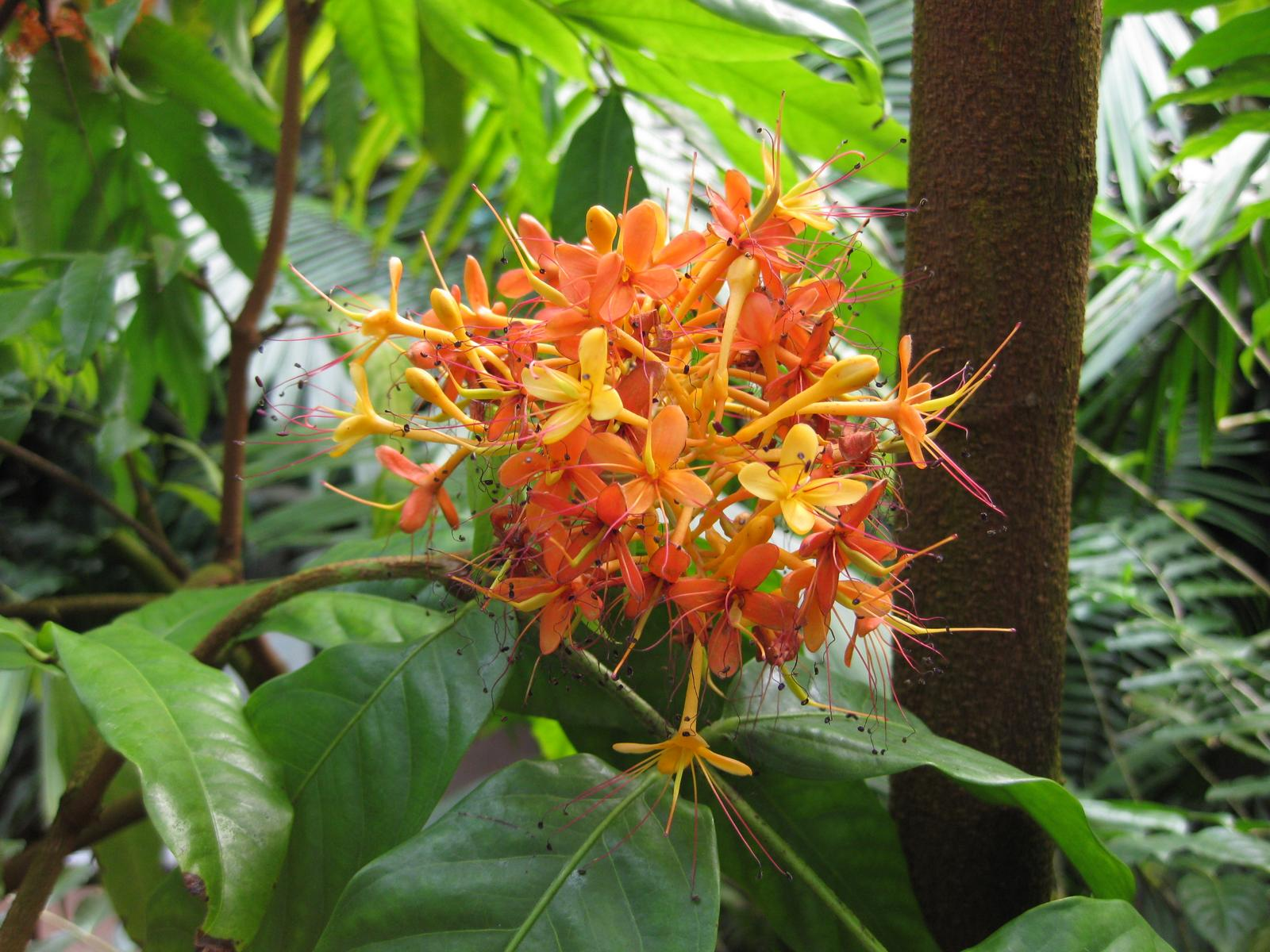
Saraca asoca

Saraka (Saraca L.) – rodzaj roślin z rodziny bobowatych. Obejmuje ok. 11 gatunków. Rośliny te występują w południowo-wschodniej Azji.

## Systematyka
Pozycja systematyczna
Współcześnie klasyfikowany do plemienia Saraceae w obrębie podrodziny Detarioideae z rodziny bobowatych.
Wykaz gatunków
- Saraca asoca (Roxb.) J.J.de Wilde
- Saraca celebica J.J.de Wilde
- Saraca declinata (Jack) Miq. – saraka zgięta[3]
- Saraca dives Pierre
- Saraca griffithiana Prain
- Saraca hullettii Prain
- Saraca indica L.
- Saraca monadelpha W.J.de Wilde
- Saraca schmidiana J.E.Vidal
- Saraca thaipingensis Cantley ex Prain
- Saraca tubiflora W.J.de Wilde

## Znaczenie w hinduizmie
Dwa gatunki z tego rodzaju – Saraca indica i Saraca asoka – określane mianem asioka, ashoka są elementem kultu roślin w Indiach
- Często występuje w literaturze indyjskiej jako symbol miłości. Uważa się, że bóg miłości Kama wciela się w jego kwiaty. Kobiety modlą się w jego cieniu o potomstwo. Dawne legendy mówiły, że drzewo obsypuje się bujnym kwieciem, gdy zbliży się do niego piękna dziewczyna. W czasie święta Asioka – asztami, ustanowionego na cześć Wisznu, które ma miejsce na przełomie kwietnia i maja, wierni zwykli pić czystą wodę, do której wrzuca się kwiaty tego drzewa.
- Teksty tantry hinduistycznej, wymieniają drzewo Ashoka jonisha jako jedno z pięciu, które tradycyjnie wymagane są w munda sadhana (miejscu wykonywania sadhany). Śri M. w Sri Sri Ramakryshna Kathamryta (ang. The Gospel of Sri Ramakrishna ) – antologii nauk Śri Ramakryszny Paramahansy, zamieścił pouczenie, że dopuszczalne jest zastąpienie drzewa aśoka przez drzewo nim (Miodla indyjska, Azadirachta indica)[6].

## Znaczenie w dźinizmie
Według tradycji dźinijskiej guru Mahawira doznał wyzwolenia, siedząc w cieniu drzewa asioka.